# 신주쿠 중앙공원

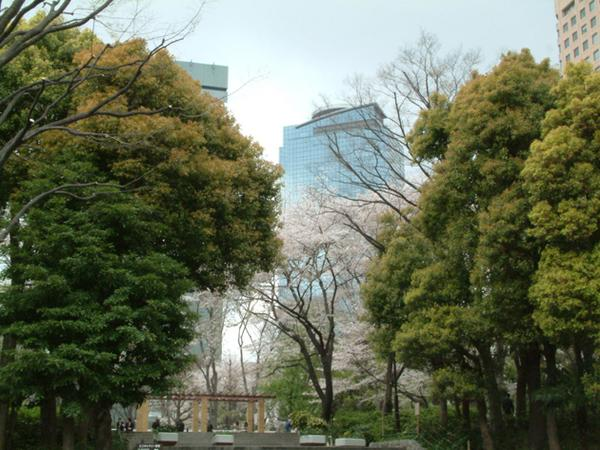
신주쿠 중앙공원

신주쿠 중앙공원(일본어: 新宿中央公園、しんじゅくちゅうおうこうえん)은 일본 도쿄도 신주쿠구 니시신주쿠 2초메에 있는 신주쿠 구립 도시 계획 공원이다. 상시 개원하고 있으며, 입장료는 무료이다.
면적은 8.8 헥타르로 신주쿠 구내의 녹지 중 신주쿠 교엔, 메이지 진구 가이엔, 도야마 공원에 이어 큰 면적이고, 신주쿠 구립 공원 중에서는 가장 크다.

## 개요
니시신주쿠의 신주쿠 고층 빌딩군 중간에 있어 일대에서 드문 녹지 구역이다.
이 지역은 원래 현재 인접한 구마노 신사 부지의 일부였으며, 제2차 세계 대전 이전에는 고니시로쿠 사진 공업(현 코니카 미놀타)의 공장 부지 등이 되었다. 전쟁 이후 신주쿠 부도심 계획의 일환으로 요도바시 정수장 부지와 함께 공원으로 정비되었다. 공원의 북쪽 끝에는 신주쿠 구립 환경 학습 정보 센터와 신주쿠 구립 구민 갤러리의 복합 시설 '에코 갤러리 신주쿠'가 있다.
텔레비전 드라마나 영화, 텔레비전 영화의 로케이션 촬영에도 자주 사용되고 있다.

## 역사
- 1902년 - 고니시 본점(후의 고니시로쿠 사진 공업, 현 코니카 미놀타)의 사진용 감광재 제조 부문인 로쿠오샤(六桜社)의 공장이 준공.
- 1963년 - 신주쿠 부도심 계획의 일환으로 공장이 이전되고 기존 부지가 공원이 됨.
- 1968년 4월 1일 - 도쿄 도립 공원으로 개원.
- 1975년 4월 1일 - 도쿄도에서 신주쿠구로 이관.
- 1982년 - 신주쿠 나이아가라 폭포(新宿ナイアガラの滝) 완성.[1]
- 2020년 7월 16일 - 교류 거점 시설 'SHUKNOVA(슈큐노바(シュクノバ))'와 새롭게 정비된 잔디 광장 개업.[2]

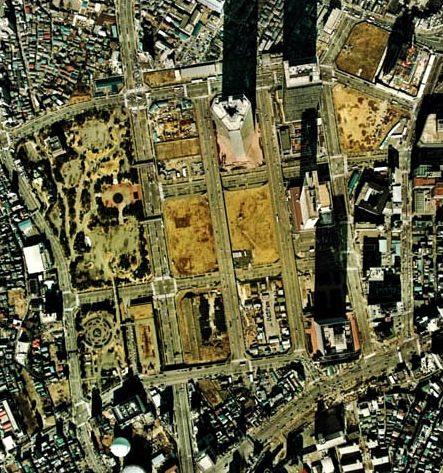
1974년의 항공 사진. 왼쪽의 녹지가 신주쿠 중앙공원.

## 주요 시설

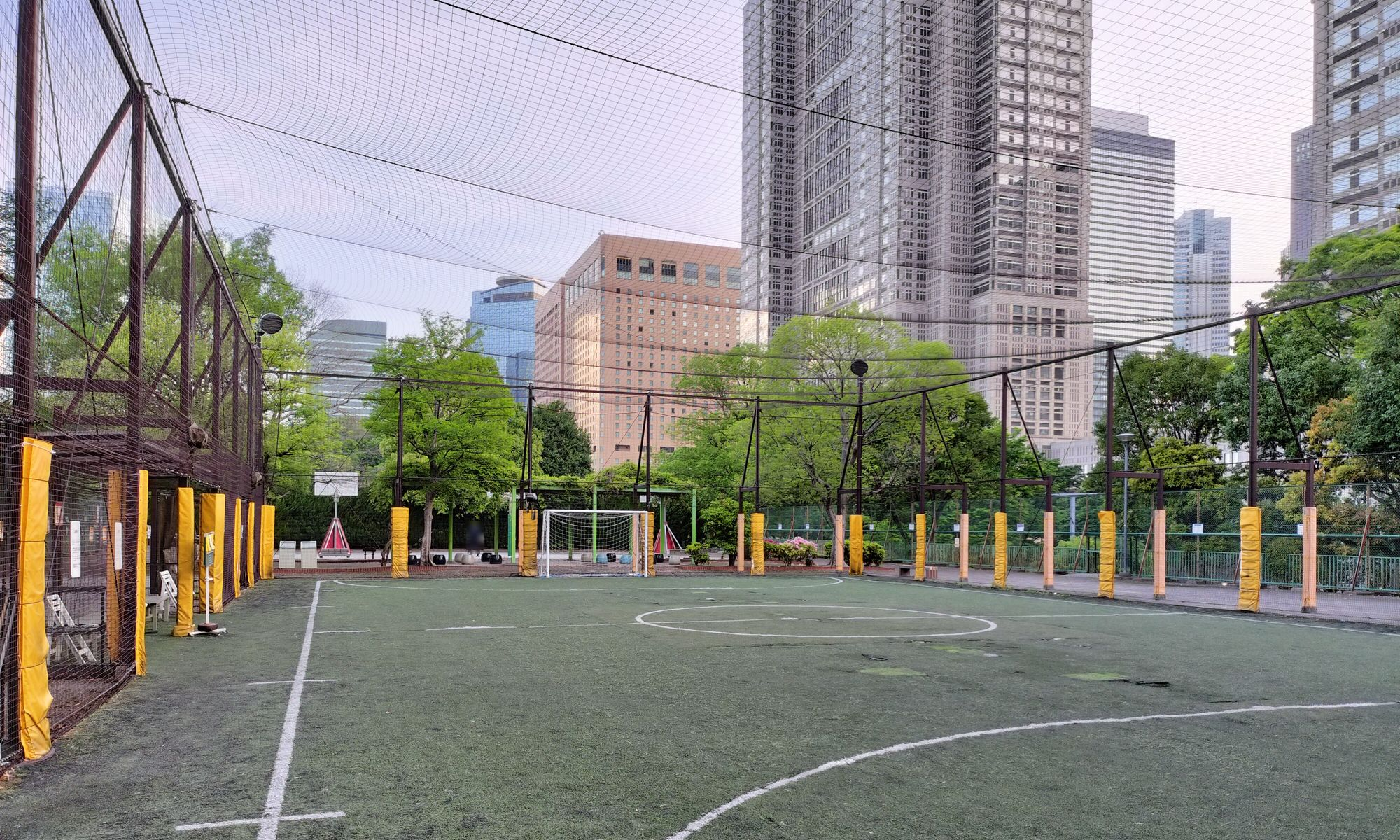
풋살 코트
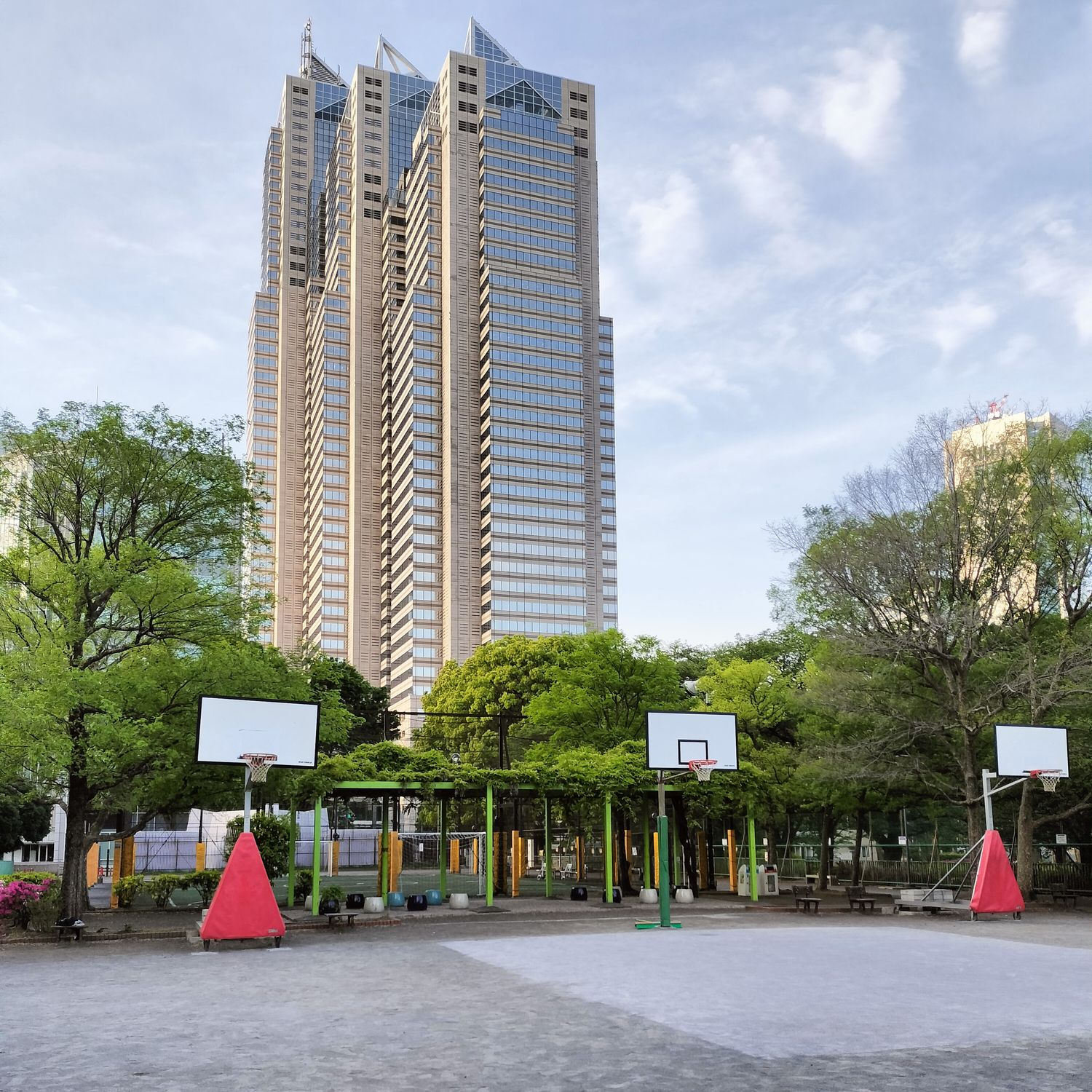
농구 골대

원내는 도로에 따라 북쪽, 서쪽, 동쪽의 3개 구역으로 나뉜다.
- 북쪽 구역, 북동쪽
  - SHUKNOVA(슈큐노바(シュクノバ)) - Park-PFI 제도[주 2]로 운영되는 시설. 스타벅스의 점포 등이 입점해 있다.
  - 잔디 광장(芝生広場) - '평화의 종'(平和の鐘)이 있다.

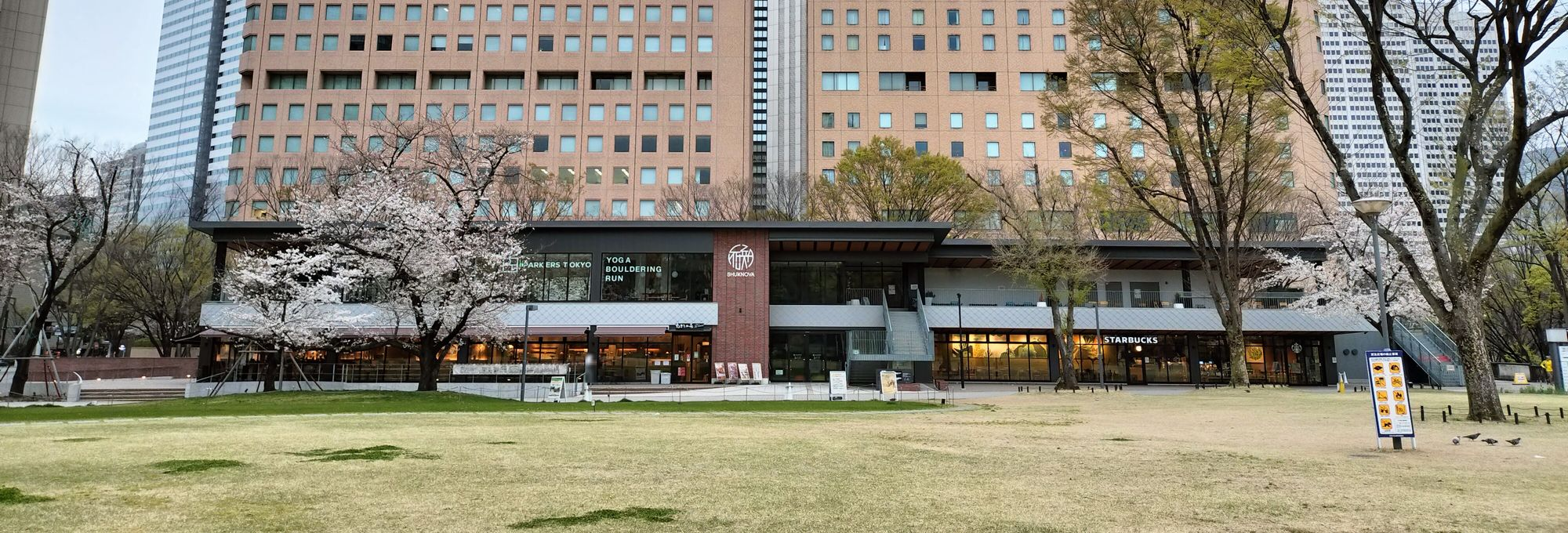
SHUKNOVA

- 북쪽 구역, 북서쪽
  - 스포츠 코너 - 벽치기 테니스 코트 등이 있다.
  - 에코 갤러리 신주쿠
- 북쪽 구역, 중앙
  - 조망의 숲(眺望のもり)
  - 신주쿠 시라이토 폭포(新宿白糸の滝)
  - 신주쿠 나이아가라 폭포(新宿ナイアガラの滝)
  - 물의 광장(水の広場)
  - 비오톱 - 구마노 신사의 남쪽에 있다. 개원 일시는 한정되어 있다.[3]

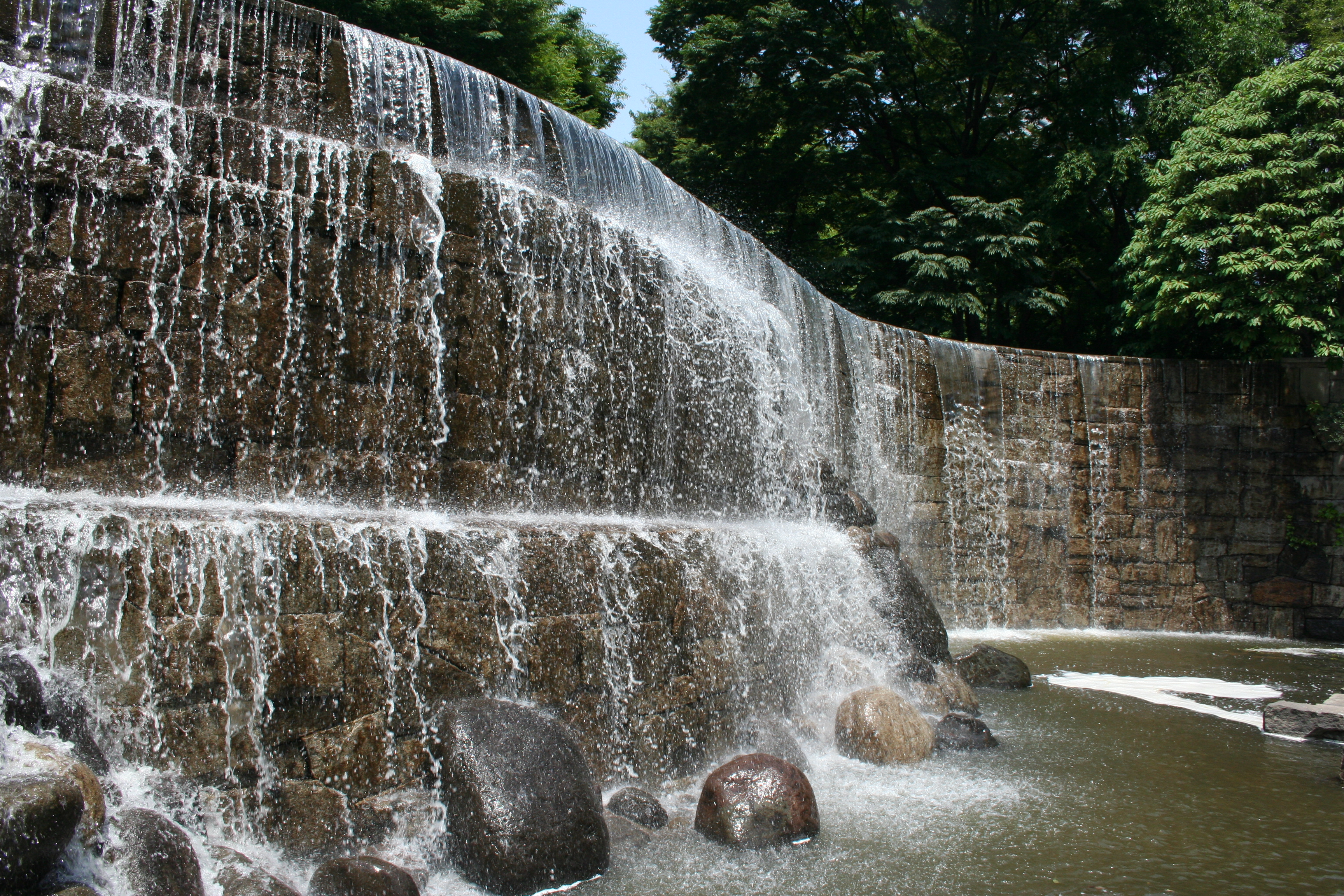
신주쿠 나이아가라 폭포.
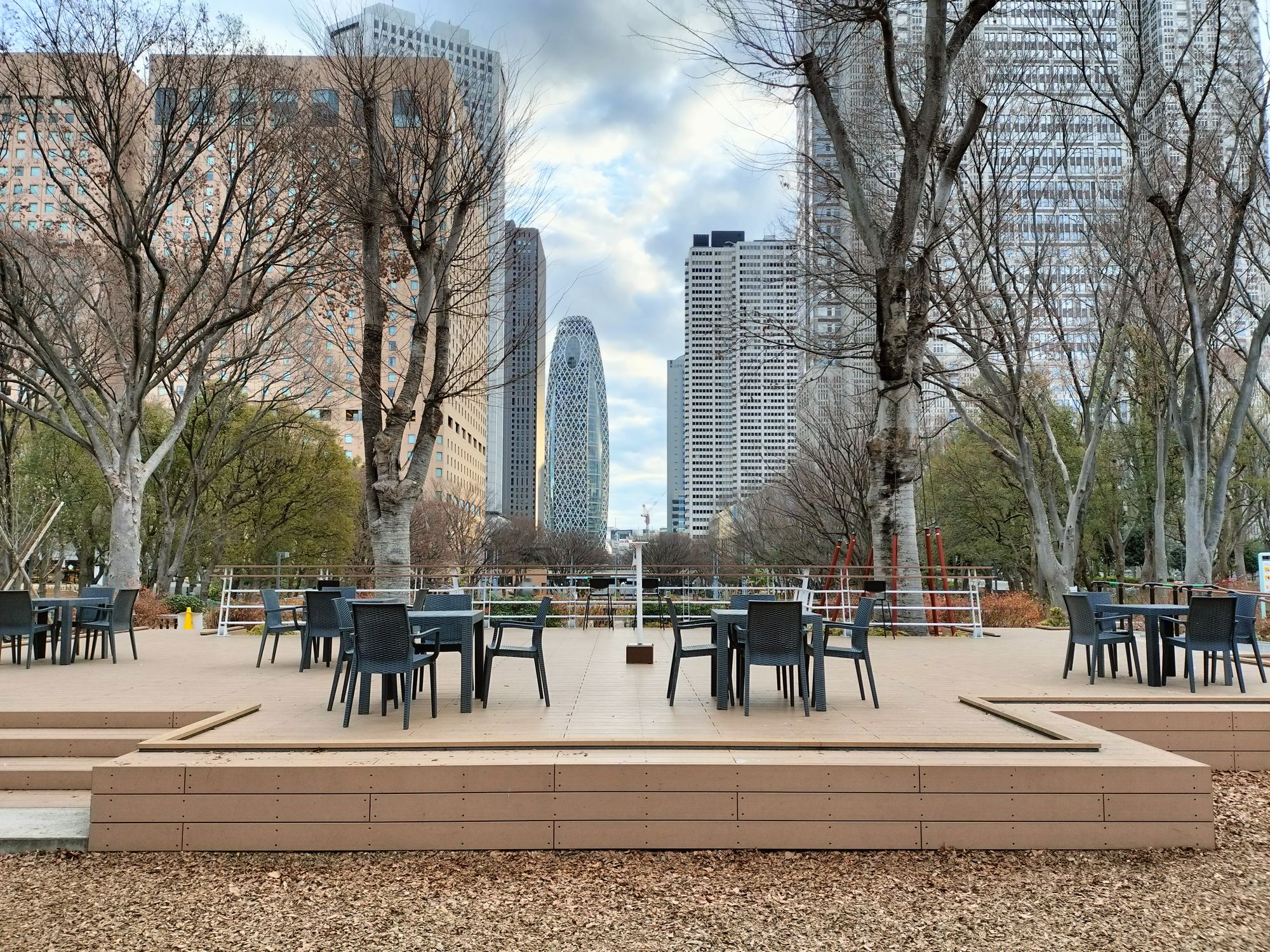
조망의 숲의 우드 데크.
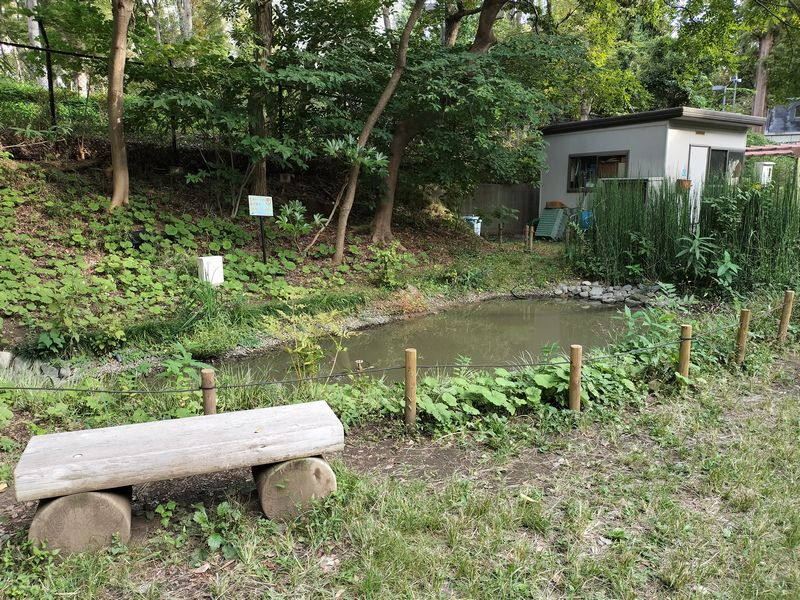
비오톱 내의 연못.
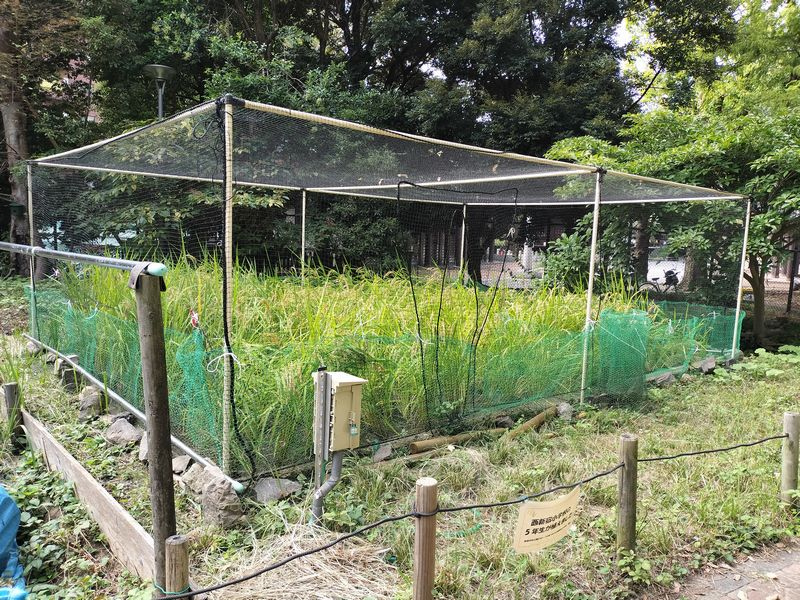
비오톱 내에서는 벼 재배가 이루어지고 있다. (2023년 10월 중순)

- 북쪽 구역, 남쪽
  - 사진 공업 발상 기념비(写真工業発祥記念碑)
  - 관리 사무소
  - 구민의 숲(区民の森)
  - 런치 코너 - 테이블과 의자가 있으며, 주간에만 이용 가능하다.
  - 후지미다이(富士見台) - 정상에 롯카쿠도(六角堂, 구 요도바시 정수장의 가제보)가 있다.

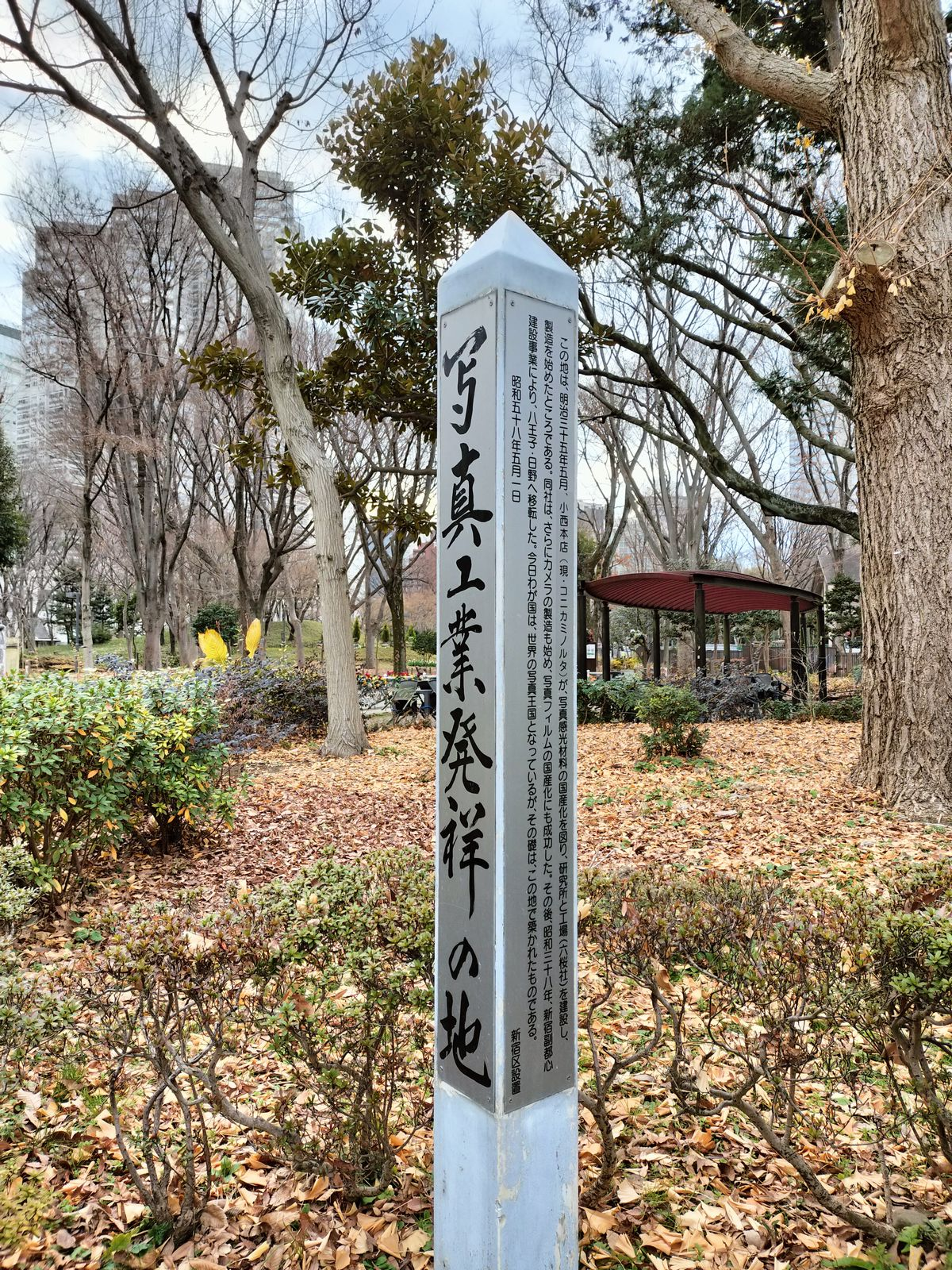
사진 공업 발상 기념비
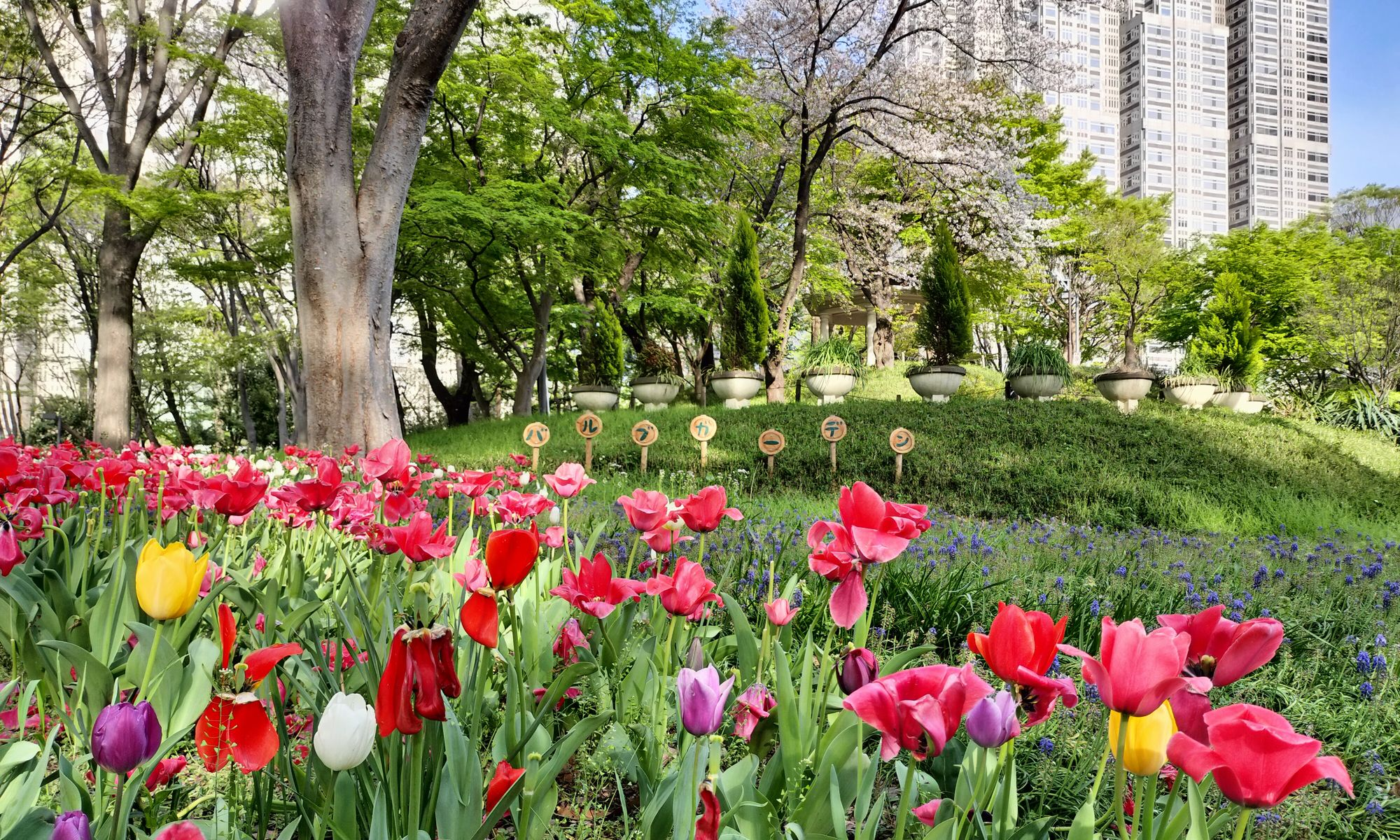
구민의 숲에 있는 밸브 가든

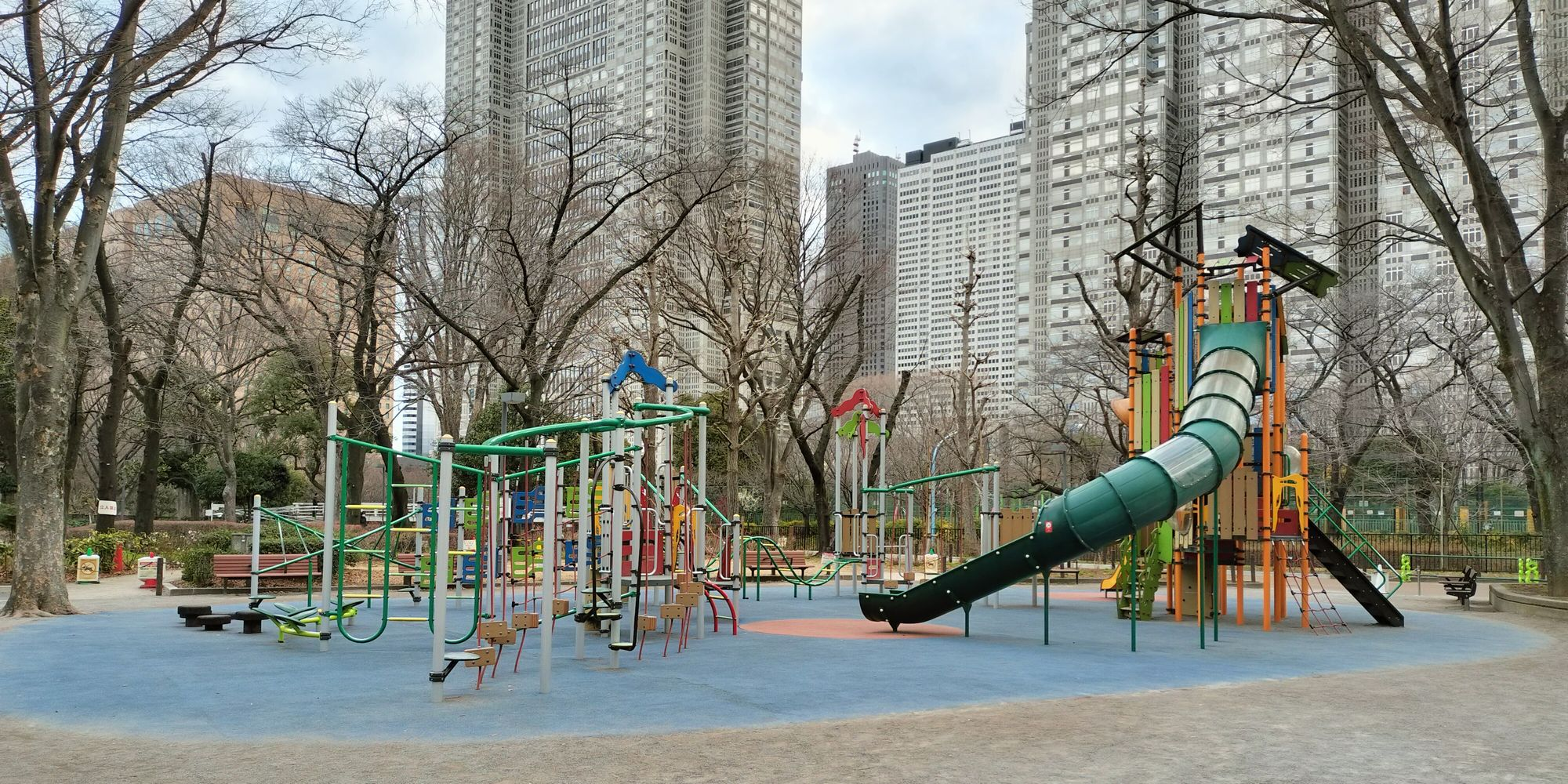
꼬마 광장

- 서쪽 구역
  - 잽잽 연못(ジャブジャブ池)
  - 꼬마 광장(ちびっこ広場) - 어린이 유원.
  - 풋살 관리동

- 꼬마 광장

- 동쪽 구역
  - 풋살 코트
  - 농구 골대

- 풋살 코트
- 농구 골대

### 내용주
1. ↑  대중교통 기관 등에서는 'Shinjuku Chuo Koen'도 사용된다.
2. ↑  Park-Private Finance Initiative, 공모 설치 관리 제도. 일본 도시공원법에 따라 설치된 도시공원에서 음식점이나 매점, 스포츠 시설 등을 설치·운영하는 민간 사업자를 공모로 선정하는 제도이다.